# 田野黑麦草
田野黑麦草（学名：Lolium arvense）为禾本科黑麦草属下的一个种。

## 扩展阅读
- 維基物種上的相關：田野黑麦草